# Hoot (EP)
Hoot (훗; sottotitolato 009) è il terzo EP del gruppo di idol sudcoreano Girls' Generation. L'EP consiste di cinque tracce ed è stato pubblicato il 27 ottobre 2010 dalla SM Entertainment. L'album ha venduto 350 000 copie in tutto il mondo ed è stato certificato disco d'oro dalla RIAJ.

## Tracce
1. Hoot (훗) – 3:18
2. Mistake (내 잘못이죠 My Fault) – 4:07
3. My Best Friend (단짝 Buddy) – 3:24
4. Wake Up – 3:15
5. Snowy Wish (첫눈에... In the first snow...) – 3:28

## Classifiche
| Classifica                 | Posizione più alta |
| -------------------------- | ------------------ |
| Corea del Sud Circle Chart | 1                  |
| Japan Oricon               | 2                  |